# Renato Serra
Renato Luigi Giuseppe Giulio Serra (Cesena, 5 dicembre 1884 – Monte Podgora, 20 luglio 1915) è stato un critico letterario e scrittore italiano.

## Biografia
Nacque dal medico Pio Serra e dalla lombarda Rachele Favini nella casa di famiglia in Borgo Cavour (attuale viale Carducci), oggi sede della casa museo Renato Serra. La sua famiglia era benestante e di tradizione risorgimentale: suo nonno, Giuseppe Favini, fu patriota nelle Cinque giornate di Milano. Si formò presso il Regio Liceo Ginnasio Vincenzo Monti di Cesena, dove concluse gli studi a sedici anni, diplomandosi il 19 novembre 1900 senza sostenere l'esame finale e con licenza d’onore.
Nel 1900 si iscrisse all'Università di Bologna presso la Facoltà di Lettere e Filosofia, dove ebbe come insegnanti celebri personaggi quali Giosuè Carducci, Severino Ferrari, Francesco Acri e Giovanni Battista Gandino. In quel periodo si avvicinò alle idee socialiste di Severino Ferrari. Si laureò con Giuseppe Albini il 28 novembre 1904 con una tesi dal titolo “Stile dei Trionfi di Francesco Petrarca”. Svolto il servizio militare a Roma, nel 1907 fu prima a Torino, per una collaborazione con Luigi Ambrosini alla creazione di un Dizionario italiano-latino per l'editore Paravia, e poi a Firenze, frequentandovi l'Istituto di Studi Pratici e di Perfezionamento.
Dopo i primi articoli sulla rivista La Romagna, contribuì con diversi studi alla rivista fiorentina La Voce, entrando in rapporti con Giuseppe Prezzolini e Giuseppe De Robertis. In quel periodo iniziò anche una fitta corrispondenza, umana e intellettuale, con Benedetto Croce. Il 24 settembre 1909 ottenne l'incarico di direttore della Biblioteca Malatestiana di Cesena, che resse fino al maggio 1915. 
Particolarmente attivo nell’acceso dibattito tra interventisti e neutralisti, Serra si schierò apertamente per l’entrata in guerra, partendo egli stesso per il fronte nel 1915, ove rimase ucciso a soli trent'anni, sul monte Podgora, il 20 luglio di quello stesso anno, ricevendo la medaglia d’argento al valore. Dopo una sepoltura provvisoria nel cimitero di Mossa, sul Carso, il corpo fu traslato il 24 luglio 1921 nella cappella di famiglia posta nel cimitero urbano della natale Cesena.

## Biblioteca e archivio personale
Le carte e la biblioteca personale di Serra sono depositate presso la Biblioteca Malatestiana di Cesena. Il fondo serriano comprende materiale autografo di Serra, in parte donato dalla madre, in parte acquisito dalla biblioteca Malatestiana. Delle acquisizioni fanno parte i 42 manoscritti autografi già posseduti da Alfredo Grilli e giunti in biblioteca nel 1963, mentre altre carte autografe sono state donate nel 1964 dalla figlia di Ottavio Guidazzi, amico del Serra.

## Opere
(Renato Serra, Esame di coscienza di un letterato. Carte Roland, Diario di trincea, a cura di Marino Biondi e Roberto Greggi, Roma, Edizioni di Storia e Letteratura, 2015, p. 126)
- Scritti critici: Giovanni Pascoli, Antonio Beltramelli, Carducci e Croce, Firenze, Casa editrice italiana, 1910 (Quaderni della Voce, 6)
- Le lettere, Roma, Bontempelli, 1914 (L'Italia di oggi, s. I, 6)
- Esame di coscienza di un letterato, "La Voce", 7 (1915), n. 10, pp. 610-632 [edizione critica a cura di Marino Biondi e Roberto Greggi, Roma, Edizioni di Storia e Letteratura, 2015]
- Epistolario di Renato Serra [a cura di Luigi Ambrosini, Giuseppe De Robertis, Alfredo Grilli], Firenze, Le Monnier, 1934
- Diario di trincea, a cura Cino Pedrelli, Cesena, Stilgraf, 2005 (Quaderni di Studi romagnoli, 22)
- Partenza di un gruppo di soldati per la Libia, a cura di Marino Biondi e Roberto Greggi, Cesena, Società di studi romagnoli, 2023 (Saggi e repertori, 57)